# Дехтине
Дехтине или Дейхтир — в ирландской мифологии — сестра Конхобара мак Нессы и мать Кухулина. Её мужем был Суалтам, но настоящим отцом Кухулина был Луг из Туата Де Дананн.
В одной версии истории она была возницей Конхобара. Когда на Эмайн Маху спустилась стая птиц и съела все растения, ольстерцы решили поохотиться на них, и отправились за ними на своих колесницах. Они преследовали их, пока не наступила ночь, и не пошел снег, поэтому они решили искать убежище. Они нашли дом, и их встретил живший в нем молодой человек. У его жены в то время были роды, но он оказал им гостеприимство и подал им еду и питье. Его жена родила мальчика, и в то же время лошадь вне дома родила двух жеребят. Ольстерцы легли спать, но когда они проснулись, то оказались в Бру-на-Бойне (в Ньюгрейндже). Дом, мужчина и его жена исчезли, но ребенок и два жеребенка остались. Дехтине взяла мальчика в качестве приемного сына, и они вернулись в Эмайн.
Вскоре мальчик заболел и умер. Однажды Дехтине сделала глоток, и крошечное существо прыгнуло из чашки ей в рот. Когда она заснула, ей явился Луг и сказал, что дом, в котором они остановились той ночью — это его дом, и что его ребенок находится в её чреве. В то время как ольстерцы считали, что это был сын Конхобара, последний обручил Дехтине с Суалтамом мак Ройхом, который был в долгу перед ним. Дехтине вышла замуж за Суалтама и в первую брачную ночь, стыдясь носить чужого ребенка, «раздавила ребенка внутри себя, пока снова не стала как девственница. Потом она переспала со своим мужем и забеременела от него и родила сына».
По другой версии, Дехтине внезапно исчезла из Эмайн Маха. Как и в прошлой версии, в Эмайн прилетела стая птиц и привела ольстерцев к дому Луга, но роженицей была сама Дехтине. Они проснулись в Бруг-на-Бойне, Луг и дом исчезли, но Дехтине и ребёнок остались. Они вернулись в Эмайн, и Дехтине вышла замуж за Суалтама.

## Генеалогия
Родословная и родственники Дехтины: мать Дехтины была Мага, дочь Энгуса Ога, а её отцом был Катбад Друид. Её сестрами были Финдхоэм, мать Коналла Победоносца, и мать Найосе и его братьев. Хотя Коналл Победоносец был заклятым врагом Анлуана и Кет мак Мага, они приходились ему дядями по материнской линии. Кет даже защищал беременную Финхоэм, пока она не родила, и было предсказано, что Коналл станет его убийцей.